# Вја Монтебело (Варезе)
Вја Монтебело је насеље у Италији у округу Варезе, региону Ломбардија.
Према процени из 2011. у насељу је живело 38 становника. Насеље се налази на надморској висини од 252 м.